# Sitticus avocator
Sitticus avocator là một loài nhện trong họ Salticidae.
Loài này thuộc chi Sitticus. Sitticus avocator được Octavius Pickard-Cambridge miêu tả năm 1885.